# 西阿知和城
西阿知和城（にしあちわじょう）は、三河国阿智波郷（現愛知県岡崎市西阿知和町）にあった日本の城。阿知和氏の居館。

## 概要
矢作川の支流である青木川と真福寺川の合流点に突き出した標高40メートル（周囲の低地との比高差10メートル）の低台地上に位置し、真言宗寺院の古城山大照院とその周辺が城跡と考えられている。方形居館と考えられているが、単郭ではなく複数の郭（曲輪）を持っていた可能性があるという。
矢作川流域では、村落規模の国人らの城館跡が「古屋敷」などの地名として残っていることがあるが、西阿知和城伝承地にも「城下」や「元屋敷」「居屋敷」などの小字が残る。
築城～存続年代等は不明だが、15世紀の松平氏宗家の3代目松平信光の弟・松平信季が在城して阿知和氏を名乗り、代々居住したと伝わる。